# Hayden Wilde
Hayden Wilde (* 1. September 1997 in Taupō) ist ein neuseeländischer Triathlet. Er ist Xterra-Weltmeister (2021), Dritter der Olympischen Sommerspiele 2020 und Zweiter der Olympischen Sommerspiele 2024.

## Werdegang
Hayden Wilde wurde im März 2020 Neuseeländischer Meister über 5000 m und konnte diesen Erfolg 2021 wiederholen.

### 3. Rang Olympische Sommerspiele 2020
Im Juli 2021 wurde der damals 23-Jährige in Tokio im Triathlon Dritter der Olympischen Sommerspiele 2020.
In der Gesamtwertung der ITU World Championship Series 2021 belegte Hayden Wilde als bester Neuseeländer den fünften Rang.

### Xterra-Weltmeister 2021
Im Dezember 2021 wurde der Hayden Wilde auf Hawaii Xterra-Weltmeister (Cross-Triathlon).
Sein Spitzname ist The Maltese Falcon.
Im dritten Weltmeisterschaftsrennen der Saison im kanadischen Montreal wurde er im Juni 2022 Zweiter und setzte sich damit auf den zweiten Rang der Jahreswertung.
Im Juli 2023 setzte der 26-Jährige sich mit seinem Sieg beim Weltmeisterschaftsrennen in Hamburg auf der Sprintdistanz auf den zweiten Rang in der Jahreswertung der Rennserie. Im November konnte er auf der Mitteldistanz den Ironman 70.3 Melbourne gewinnen.
2024 gewann Wilde die Silbermedaille der Olympischen Spiele. In der Weltmeisterschafts-Rennserie 2024 belegte er im Oktober den dritten Rang. Im Dezember wurde der 27-Jährige im neuseeländischen Taupō Zweiter auf der Mitteldistanz bei der Ironman-70.3-Weltmeisterschaft.
Im April 2025 gewann Wilde den T100 Singapur (2 km Schwimmen, 80 km Radfahren und 18 km Laufen). Im Mai zog er sich in Tokio bei einem Sturz mit dem Fahrrad mehrere Knochenbrüche zu.

## Sportliche Erfolge
| Datum/Jahr    | Rang | Wettbewerb                                  | Austragungsort | Zeit     | Bemerkung                                                                              |
| ------------- | ---- | ------------------------------------------- | -------------- | -------- | -------------------------------------------------------------------------------------- |
| 9. Aug. 2025  | 1    | T100 London                                 | London         | 03:17:37 | 2 km Schwimmen, 80 km Radfahren und 18 km Laufen                                       |
| 6. Apr. 2025  | 1    | T100 Singapur                               | Singapur       | 03:18:11 |                                                                                        |
| 16. Feb. 2025 | 1    | ITU World Championship Series 2025          | Abu Dhabi      | 00:48:21 |                                                                                        |
| 15. Dez. 2024 | 2    | Ironman 70.3 World Championships            | Taupō          | 03:33:22 |                                                                                        |
| 17. Nov. 2024 | 1    | Laguna Phuket Triathlon                     | Ko Phuket      | 2:19:03  |                                                                                        |
| 20. Okt. 2024 | 1    | ITU World Championship Series 2024          | Torremolinos   | 01:42:22 | Grand Final, Weltmeisterschaft Kurzdistanz (WTCS)                                      |
| 5. Aug. 2024  | 14   | Olympische Sommerspiele 2024, Mixed Relay   | Paris          | 01:30:23 | in der gemischten Staffel mit Nicole van der Kaay, Dylan McCullough und Ainsley Thorpe |
| 31. Juli 2024 | 2    | Olympische Sommerspiele 2024                | Paris          | 01:43:39 | hinter Alex Yee                                                                        |
| 25. Mai 2024  | 2    | ITU World Championship Series 2024          | Cagliari       | 01:39:46 |                                                                                        |
| 12. Nov. 2023 | 1    | Ironman 70.3 Melbourne                      | Melbourne      | 03:19:30 |                                                                                        |
| 2023          | 1    | Noosa Triathlon                             | Noosa          |          |                                                                                        |
| 29. Juli 2023 | 3    | ITU World Championship Series 2023          | Sunderland     | 00:54:21 |                                                                                        |
| 14. Juli 2023 | 1    | ITU World Championship Series 2023          | Hamburg        | 00:19:26 |                                                                                        |
| 13. Mai 2023  | 1    | ITU World Championship Series 2023          | Yokohama       | 01:42:13 |                                                                                        |
| 26. März 2023 | 1    | ITU Triathlon World Cup                     | New Plymouth   | 00:55:57 |                                                                                        |
| 29. Juli 2022 | 2    | Commonwealth Games 2022                     | Birmingham     | 00:50:47 |                                                                                        |
| 9. Juli 2022  | 1    | ITU World Championship Series 2022          | Hamburg        | 00:53:10 |                                                                                        |
| 25. Juni 2022 | 2    | ITU World Championship Series 2022          | Montreal       | 00:21:58 |                                                                                        |
| 11. Juni 2022 | 1    | ITU World Championship Series 2022          | Leeds          | 00:53:18 |                                                                                        |
| 14. Mai 2022  | 2    | ITU World Championship Series 2022          | Yokohama       | 01:43:40 |                                                                                        |
| 5. Sep. 2021  | 1    | Super League Triathlon                      | London         |          | Sieger neben Jessica Learmonth bei den Frauen                                          |
| 26. Juli 2021 | 3    | Olympische Sommerspiele 2020                | Tokio          | 01:45:24 |                                                                                        |
| 19. Juni 2021 | 3    | ETU Sprint Triathlon European Championships | Kitzbühel      |          | ETU-Europameisterschaft Triathlon Sprintdistanz                                        |
| 21. Juli 2019 | 1    | ITU World Championship Series 2019          | Edmonton       |          | in der gemischten Staffel mit Ainsley Thorpe, Tayler Reid und Nicole van der Kaay      |
| 29. Juli 2018 | 3    | ITU World Championship Series 2018          | Edmonton       | 01:19:39 | in der gemischten Staffel mit Andrea Hewitt, Tayler Reid und Nicole van der Kaay       |

| Datum/Jahr   | Rang | Wettbewerb                 | Austragungsort | Zeit     | Bemerkung          |
| ------------ | ---- | -------------------------- | -------------- | -------- | ------------------ |
| 5. Dez. 2021 | 1    | Xterra World Championships | Maui           | 02:18:39 | Xterra-Weltmeister |
| 7. Apr. 2017 | 2    | Xterra New Zealand         | Rotorua        |          |                    |

| Datum/Jahr    | Rang | Wettbewerb                                          | Austragungsort | Zeit     | Bemerkung |
| ------------- | ---- | --------------------------------------------------- | -------------- | -------- | --------- |
| März 2021     | 1    | Neuseeländische Leichtathletik-Meisterschaften 2021 | Hastings       | 00:13:43 | 5000 m    |
| März 2020     | 1    | Neuseeländische Leichtathletik-Meisterschaften 2020 | Christchurch   | 00:14:13 | 5000 m    |
| 23. Feb. 2020 | 3    | Sir Graeme Douglas International 2020               | Auckland       | 00:13:47 | 5000 m    |

(DNF – Did Not Finish)